# 三和村 (岐阜県)
三和村（みわむら）は、かつて岐阜県加茂郡にあった村である。
分割され、現在は美濃加茂市北東部と加茂郡川辺町西部に該当する。村名は、元になった3村（鹿塩村、川浦村、廿屋村）が一体となるという意味がこめられたという。
津保川の支流の川浦川上流に位置する。

## 歴史
- 江戸時代末期、この地域は美濃国加茂郡に属し、尾張藩領、天領であった。
- 1889年（明治22年）7月1日 - 上川辺村と下麻生村が合併し、麻川村となる。
- 1893年（明治26年）4月27日 - 麻川村が分離し、上川辺村と下麻生村となる。
- 1897年（明治30年）4月1日 - 川浦村、廿屋村、鹿塩村、および上川辺村の一部が合併し発足[1]。
- 1954年（昭和29年）4月1日 - 分割合併により廃止。
  - 旧・鹿塩村域は川辺町に編入。
  - 残部は太田町、古井町、下米田村、伊深村、蜂屋村、山之上村、加茂野村と合併し美濃加茂市となる。

## 学校
- 三和村立三和小学校（現・美濃加茂市立三和小学校）

中学校は伊深村と組合をつくり、三和村伊深村組合立伊深中学校であった。